# 1990年サンマリノグランプリ
1990年サンマリノグランプリ（伊: 1990 Gran Premio di San Marino）は、1990年F1世界選手権の第3戦として、1990年5月13日にイモラ・サーキットで決勝レースが開催された。

## 概要
ヨーロッパラウンド開幕戦サンマリノGPでは、ドライバー交代やニューマシン投入などの変更が行われた。
ドライバー変更
- ブラバムはグレガー・フォイテクに代わりデビッド・ブラバムを起用。父親のジャック・ブラバムが創立したチームからF1デビューを果たした。
- フォイテクはオニックスに加入。そのあおりでステファン・ヨハンソンがシートを失う。
- ライフはゲイリー・ブラバム（デビッドの兄）が離脱し、ベテランのブルーノ・ジャコメリが1983年以来久々に出場。
- 開幕2戦を病気欠場したエマニュエル・ピロがスクーデリア・イタリアに復帰。

新車

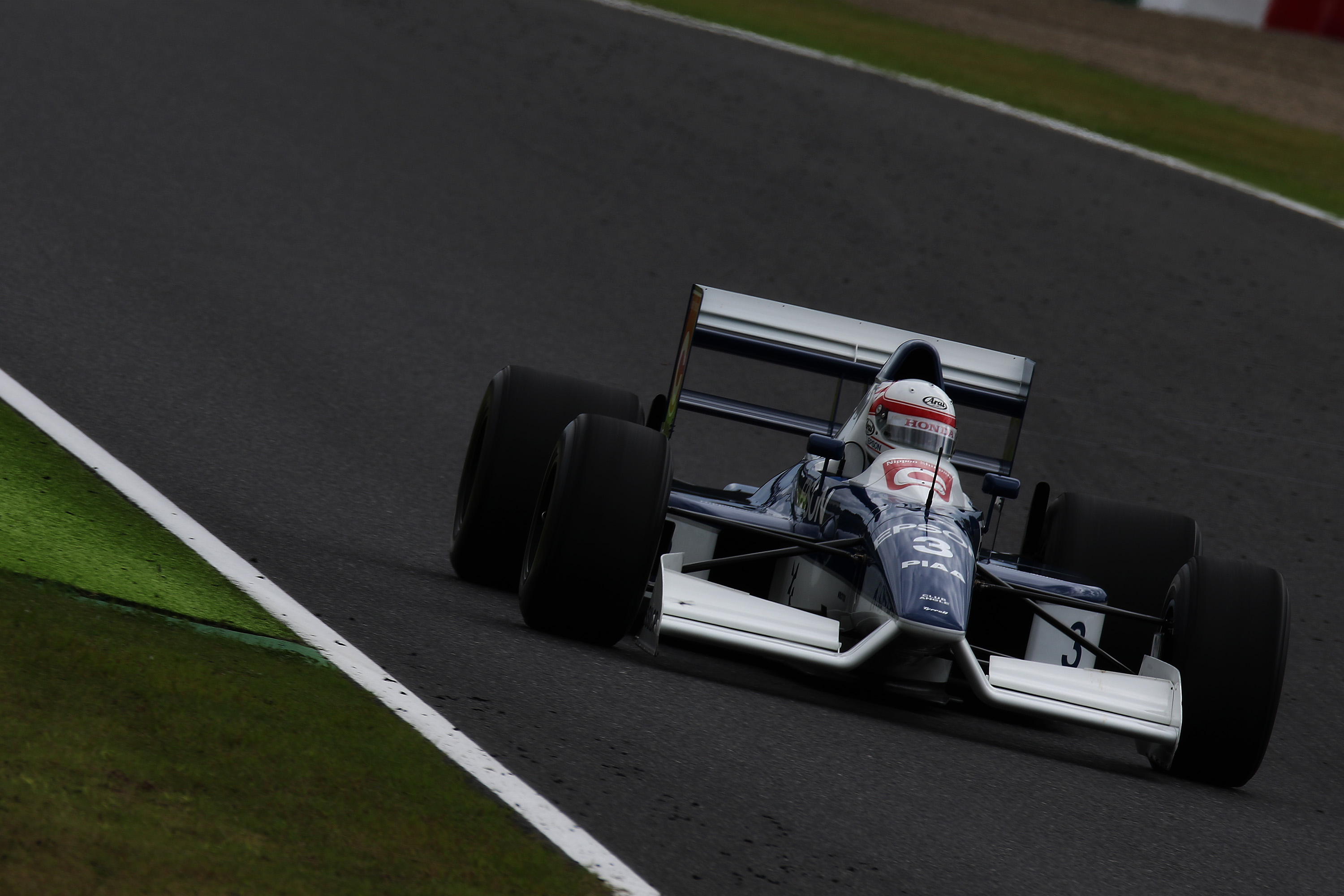
ティレル・019 #3中嶋悟車（2015年撮影）

- ティレルはハイノーズの元祖となる019を投入。「コルセアウィング」と呼ばれる「ハ」の字型に開いたフロントウィングが注目された。
- フェラーリは開幕2戦を戦った641のボディを改良した641/2を投入。しかし、アラン・プロストは旧641ボディを選択した。
- ベネトンはジョン・バーナード設計のB190を投入。
- ミナルディはM190を投入。あわせて翌1991年にフェラーリからV12エンジンの供給を受けることを発表した。

## 予選

### 予備予選結果
| 順位 | No | ドライバー               | コンストラクター       | タイム   | 差        |
| ---- | -- | ------------------------ | ---------------------- | -------- | --------- |
| 1    | 29 | エリック・ベルナール     | ローラ・ランボルギーニ | 1'26.475 | —         |
| 2    | 30 | 鈴木亜久里               | ローラ・ランボルギーニ | 1'27.344 | +0.869    |
| 3    | 14 | オリビエ・グルイヤール   | オゼッラ・フォード     | 1'28.155 | +1.680    |
| 4    | 33 | ロベルト・モレノ         | ユーロブルン・ジャッド | 1'28.178 | +1.703    |
| DNPQ | 31 | ベルトラン・ガショー     | コローニ・スバル       | 1'33.554 | +7.079    |
| DNPQ | 34 | クラウディオ・ランジェス | ユーロブルン・ジャッド | 1'34.272 | +7.797    |
| DNPQ | 39 | ブルーノ・ジャコメリ     | ライフ                 | 7'16.212 | +5'49.737 |
| DNPQ | 17 | ガブリエル・タルキーニ   | AGS・フォード          | —        | —         |
| DNPQ | 18 | ヤニック・ダルマス       | AGS・フォード          | —        | —         |

### 予選結果
| 1    | 27 | アイルトン・セナ           | マクラーレン・ホンダ     | 1'23.220 | —      |
| 2    | 28 | ゲルハルト・ベルガー       | マクラーレン・ホンダ     | 1'23.781 | +0.561 |
| 3    | 6  | リカルド・パトレーゼ       | ウィリアムズ・ルノー     | 1'24.444 | +1.224 |
| 4    | 5  | ティエリー・ブーツェン     | ウィリアムズ・ルノー     | 1'25.039 | +1.819 |
| 5    | 2  | ナイジェル・マンセル       | フェラーリ               | 1'25.095 | +1.875 |
| 6    | 1  | アラン・プロスト           | フェラーリ               | 1'25.179 | +1.959 |
| 7    | 4  | ジャン・アレジ             | ティレル・フォード       | 1'25.230 | +2.010 |
| 8    | 20 | ネルソン・ピケ             | ベネトン・フォード       | 1'25.761 | +2.541 |
| 9    | 19 | アレッサンドロ・ナニーニ   | ベネトン・フォード       | 1'26.042 | +2.822 |
| 10   | 11 | デレック・ワーウィック     | ロータス・ランボルギーニ | 1'26.682 | +3.462 |
| 11   | 12 | マーティン・ドネリー       | ロータス・ランボルギーニ | 1'26.714 | +3.494 |
| 12   | 15 | マウリシオ・グージェルミン | レイトンハウス・ジャッド | 1'26.836 | +3.616 |
| 13   | 29 | エリック・ベルナール       | ローラ・ランボルギーニ   | 1'26.838 | +3.618 |
| 14   | 8  | ステファノ・モデナ         | ブラバム・ジャッド       | 1'27.008 | +3.788 |
| 15   | 30 | 鈴木亜久里                 | ローラ・ランボルギーニ   | 1'27.068 | +3.848 |
| 16   | 26 | フィリップ・アリオー       | リジェ・フォード         | 1'27.214 | +3.994 |
| 17   | 22 | アンドレア・デ・チェザリス | ダラーラ・フォード       | 1'27.217 | +3.997 |
| 18   | 16 | イヴァン・カペリ           | レイトンハウス・ジャッド | 1'27.521 | +4.301 |
| 19   | 3  | 中嶋悟                     | ティレル・フォード       | 1'27.532 | +4.312 |
| 20   | 25 | ニコラ・ラリーニ           | リジェ・フォード         | 1'27.564 | +4.344 |
| 21   | 21 | エマニュエル・ピロ         | ダラーラ・フォード       | 1'27.613 | +4.393 |
| 22   | 14 | オリビエ・グルイヤール     | オゼッラ・フォード       | 1'28.009 | +4.789 |
| 23   | 35 | グレガー・フォイテク       | オニクス・フォード       | 1'28.111 | +4.891 |
| 24   | 33 | ロベルト・モレノ           | ユーロブルン・ジャッド   | 1'28.603 | +5.383 |
| 25   | 36 | J.J.レート                 | オニクス・フォード       | 1'28.625 | +5.405 |
| 26   | 24 | パオロ・バリッラ           | ミナルディ・フォード     | 1'28.667 | +5.447 |
| DNQ  | 10 | アレックス・カフィ         | アロウズ・フォード       | 1'28.699 | +5.479 |
| DNQ  | 9  | ミケーレ・アルボレート     | アロウズ・フォード       | 1'28.797 | +5.577 |
| DNQ  | 7  | デビッド・ブラバム         | ブラバム・ジャッド       | 1'28.927 | +5.707 |
| WD   | 23 | ピエルルイジ・マルティニ   | ミナルディ・フォード     | 1'26.466 | +3.246 |
| 出典 |    |                            |                          |          |        |

※ピエルルイジ・マルティニは予選2回目走行中アクアミネラーリでクラッシュし、左脚を骨折。決勝出走を断念した。

## 決勝
スターティンググリッドはマクラーレン、ウィリアムズ、フェラーリ、ベネトンという今期序盤の戦力分布を示しているが、ティレルの新鋭アレジがベネトン勢より前の7番手に割り込んだ。スタートでは2番グリッドのベルガーが先行するも、ポールシッターのセナとブーツェンに抜かれて3番手へ後退。アレジはトサコーナーへの飛び込みでフェラーリ勢をかわして5番手に浮上する。後方集団では接触事故が起こり、中嶋のニューマシンが全損してしまった。
4周目、先頭のセナがリバッツァコーナーで突然コースアウト、ホイール破損によりリタイアとなった。これで首位に立ったブーツェンも17周目にルノーエンジンが息絶え、上位はベルガー、パトレーゼ、マンセル、プロストの順で周回を重ねる。
レース中盤になるとマンセルがペースを上げ、パトレーゼをかわしてベルガーに肉薄。タンブレロの立ち上がりでベルガーに並びかけるが、コースをはみ出してグリーン上で高速360度スピン。素早く立て直してティフォシたちから喝采を浴びたが、ほどなくエンジンから白煙を上げリタイアとなった。今後はパトレーゼがベルガーに迫る。残り10周、バリアンテ・アルタへの進入でベルガーをかわし、パトレーゼが開幕3戦目で3人目のウィナーとなった。2位ベルガーに続き、プロストの追い上げをしのいだナニーニが3位表彰台を獲得した。プロストは硬めのBタイヤでスタートし、途中ピットインしてCタイヤに交換したが、精彩を欠く週末となった。
4月に36歳の誕生日を迎えたパトレーゼの優勝は、ブラバムに在籍していた1983年南アフリカGP以来。99戦の「最もインターバルがあいた優勝記録」として記憶された。2018年アメリカGPでキミ・ライコネン（フェラーリ）が113戦ぶりに優勝し、パトレーゼの記録を更新したが、経過日数でいえばパトレーゼは6年7カ月、ライコネンは5年7カ月と、まだパトレーゼの方が最長期間となっている。

### 決勝結果
| 順位 | No | ドライバー                 | コンストラクター         | 周回 | タイム/リタイア | グリッド | ポイント |
| ---- | -- | -------------------------- | ------------------------ | ---- | --------------- | -------- | -------- |
| 1    | 6  | リカルド・パトレーゼ       | ウィリアムズ・ルノー     | 61   | 1:30'55.478     | 3        | 9        |
| 2    | 28 | ゲルハルト・ベルガー       | マクラーレン・ホンダ     | 61   | +5.117          | 2        | 6        |
| 3    | 19 | アレッサンドロ・ナニーニ   | ベネトン・フォード       | 61   | +6.240          | 9        | 4        |
| 4    | 1  | アラン・プロスト           | フェラーリ               | 61   | +6.843          | 6        | 3        |
| 5    | 20 | ネルソン・ピケ             | ベネトン・フォード       | 61   | +53.112         | 8        | 2        |
| 6    | 4  | ジャン・アレジ             | ティレル・フォード       | 60   | +1 Lap          | 7        | 1        |
| 7    | 11 | デレック・ワーウィック     | ロータス・ランボルギーニ | 60   | +1 Lap          | 10       |          |
| 8    | 12 | マーティン・ドネリー       | ロータス・ランボルギーニ | 60   | +1 Lap          | 11       |          |
| 9    | 26 | フィリップ・アリオー       | リジェ・フォード         | 60   | +1 Lap          | 16       |          |
| 10   | 25 | ニコラ・ラリーニ           | リジェ・フォード         | 59   | +2 Laps         | 20       |          |
| 11   | 24 | パオロ・バリッラ           | ミナルディ・フォード     | 59   | +2 Laps         | 26       |          |
| 12   | 36 | J.J.レート                 | オニクス・フォード       | 59   | +2 Laps         | 25       |          |
| 13   | 29 | エリック・ベルナール       | ローラ・ランボルギーニ   | 56   | クラッチ        | 13       |          |
| Ret  | 14 | オリビエ・グルイヤール     | オゼッラ・フォード       | 52   | ホイール        | 22       |          |
| Ret  | 2  | ナイジェル・マンセル       | フェラーリ               | 38   | エンジン        | 5        |          |
| Ret  | 35 | グレガー・フォイテク       | オニクス・フォード       | 35   | エンジン        | 23       |          |
| Ret  | 8  | ステファノ・モデナ         | ブラバム・ジャッド       | 31   | ブレーキ        | 14       |          |
| Ret  | 22 | アンドレア・デ・チェザリス | ダラーラ・フォード       | 29   | ホイール        | 17       |          |
| Ret  | 15 | マウリシオ・グージェルミン | レイトンハウス・ジャッド | 24   | 電気系          | 12       |          |
| Ret  | 5  | ティエリー・ブーツェン     | ウィリアムズ・ルノー     | 17   | エンジン        | 4        |          |
| Ret  | 30 | 鈴木亜久里                 | ローラ・ランボルギーニ   | 17   | クラッチ        | 15       |          |
| Ret  | 27 | アイルトン・セナ           | マクラーレン・ホンダ     | 3    | ホイール        | 1        |          |
| Ret  | 21 | エマニュエル・ピロ         | ダラーラ・フォード       | 2    | スピン          | 21       |          |
| Ret  | 16 | イヴァン・カペリ           | レイトンハウス・ジャッド | 0    | 接触            | 18       |          |
| Ret  | 3  | 中嶋悟                     | ティレル・フォード       | 0    | 接触            | 19       |          |
| Ret  | 33 | ロベルト・モレノ           | ユーロブルン・ジャッド   | 0    | スロットル      | 24       |          |
| DNS  | 23 | ピエルルイジ・マルティニ   | ミナルディ・フォード     |      | 予選事故        |          |          |
| 出典 |    |                            |                          |      |                 |          |          |

## レース後の選手権ランキング
| 順位 | ドライバー           | ポイント |
| ---- | -------------------- | -------- |
| 1    | アイルトン・セナ     | 13       |
| 2    | アラン・プロスト     | 12       |
| 2    | ゲルハルト・ベルガー | 12       |
| 4    | リカルド・パトレーゼ | 9        |
| 5    | ジャン・アレジ       | 7        |
| 出典 |                      |          |

| 順位 | コンストラクター    | ポイント |
| ---- | ------------------- | -------- |
| 1    | マクラーレン-ホンダ | 25       |
| 2    | ウィリアムズ-ルノー | 15       |
| 2    | フェラーリ          | 15       |
| 4    | ベネトン-フォード   | 10       |
| 5    | ティレル-フォード   | 8        |
| 出典 |                     |          |

- 注記: 上位5位までを表記